# Elias Canetti
Elias Canetti (Ruščuk, 25. srpnja 1905. – Zürich, 13. kolovoza 1994.), austrijski književnik bugarskog i židovskog porijekla. 
- Godine 1981. dobio je Nobelovu nagradu za književnost.

## Djela
- "Baklja u uhu" (monografija, 1984.),
- "Drugi Proces" (monografija, 1986.),
- "Glasovi Marakeša" (monografija, 1982.),
- "Igra očiju" (monografija, 1989.),
- "Masa i moć" (monografija, 1984.),
- "Prisluškivač" (monografija, 1987.),
- "Spašeni jezik" (monografija, 1982.).

## Vanjske poveznice
- Životopis na www.nobelprize.org  Arhivirana inačica izvorne stranice od 11. listopada 2007. (Wayback Machine)
- Katalog Crolista  Arhivirana inačica izvorne stranice od 6. prosinca 2006. (Wayback Machine)